# El Suyatal
El Suyatal är en ort i Honduras.   Den ligger i departementet Departamento de Francisco Morazán, i den centrala delen av landet, 50 km norr om huvudstaden Tegucigalpa. El Suyatal ligger 806 meter över havet och antalet invånare är 2 027.
Terrängen runt El Suyatal är kuperad åt nordväst, men åt sydost är den platt. Terrängen runt El Suyatal sluttar söderut. Runt El Suyatal är det ganska tätbefolkat, med 214 invånare per kvadratkilometer. Närmaste större samhälle är Talanga, 19,3 km sydost om El Suyatal. 